# Độ thô thủy lực
Độ thô thủy lực của hạt bùn cát là tốc độ rơi ổn định của hạt bùn cát đó trong nước tĩnh.
Khi bắt đầu rơi trong nước, dưới tác dụng của trọng lực hạt bùn cát rơi nhanh dần, đồng thời lực ma sát của thể nước tác dụng lên hạt cũng tăng đần. Kết quả là gia tốc rơi của hạt giảm đi và dần đến trạng thái sa lắng với vận tốc ổn định, đó là độ thô thủy lực.
Độ thô thủy lực là một đặc tính cơ-lý của bùn cát, nó phụ thuộc vào khối lượng riêng của bùn cát, hình dạng, đường kính hạt bùn cát.
- Ký hiệu: ws
- Thứ nguyên: [L2 T -1], cùng thứ nguyên với vận tốc
- Đơn vị thường dùng là cm/s, mm/s.